# Республіканці (Франція)
Республіканці (фр. Les Républicains) — французька правоцентристська політична партія. Попередні назви партії — Союз президентської більшості (фр. Union pour la majorité présidentielle, 2002) та Союз за Народний Рух (фр. Union pour un mouvement populaire, з 2002 до 2015). Заснована 2002 року Жаком Шираком, котрий був обраний з лав партії президентом Франції. 2007 року член партії Ніколя Саркозі також став президентом країни. Входить до Центристського демократичного інтернаціоналу, Міжнародного демократичного союзу, член Європейської народної партії. Вважається найбільшою політичною партією у Франції, нараховує 228 740 членів.
Партія має 61 місце з 577 у Національних зборах (в опозиції), 148 місць із 348 у Сенаті (в коаліції зі Союзом демократів і незалежних) та 7 місць із 79, виділених для Франції в Європарламенті (входить до фракції Європейської народної партії).

## Історія
До парламентських виборів 1993 року голлістська консервативна партія Об'єднання на підтримку республіки (RPR) і центристський Союз за французьку демократію (UDF), утворили виборчий союз, Союз за Францію. Однак у кампанії 1995 року вони розділились між послідовниками Жака Ширака, який був зрештою обраний, і прихильниками Едуара Баладюра. Після своєї поразки на парламентських виборах 1997 року RPR і UDF створили Альянс за Францію з метою координації дій своїх парламентських фракцій.
До президентської кампанії 2002 року прихильники президента Жака Ширака, які були розділені на три правих парламентські партії, заснували об'єднання Союзу руху (фр. Union en mouvement). Після переобрання Ширака на виборах, для того, щоб брати участь разом у парламентських виборах 2002 року, був створений Союз президентської більшості (фр. Union pour la majorité présidentielle). Його перейменували на «Союз за народний рух» через кілька місяців. UMP став постійно активною організацією.
Як вказувала її первинна назва, UMP загалом підтримував політику президента Ширака. Проте, 2004 року, партія показала більше ознак незалежності. Непопулярність серед виборців Жака Ширака і уряду Жана-П'єра Раффарена призвела більшість членів UMP до підтримки Ніколя Саркозі, суперника Ширака.
Перший голова UMP, Ален Жюппе, близький соратник Жака Ширака, подав у відставку 15 липня 2004 року після звинувачення в політичній корупції у січні того ж року. 29 листопада 2004 Ніколя Саркозі заявив, що він візьме на себе головування в UMP і піде у відставку із поста міністра фінансів. Провал референдуму щодо європейської конституції від 25 травня 2005 призвів до відставки уряду Жана-П'єра Раффарена і формування нового кабінету міністрів під головуванням іншого політика UMP, Домініка де Вільпена.
22 квітня 2007 Ніколя Саркозі здобув більшість голосів у першому турі президентських виборів 2007 року. 6 травня він зіткнувся із кандидаткою від Соціалістичної партії Сеголен Руаяль у другому турі і переміг, отримавши 53,1 % голосів. Як наслідок, через два дні 14 травня 2007 він пішов у відставку з поста президента UMP, перш ніж стати президентом Французької Республіки. Франсуа Фійон був призначений прем'єр-міністром. 17 червня, на парламентських виборах, UMP отримала більшість у Національних Зборах із 313 з 577 місць, хоча це було менше, ніж очікувалося.
На виборах до Європейського парламенту 2009 року список UMP отримав 27,9 %, на диво добрий результат. Проте, на регіональних виборах 2010 року UMP отримала дуже поганий результат, лише 26,0 % голосів, перемігши тільки в Ельзасі.
30 травня 2015 партія змінила назву зі «Союзу за народний рух» на «Республіканці». Це рішення, ініціатором якого був лідер партії Ніколя Саркозі, підтримали 83,28 % членів партії.
На парламентських виборах 2022 року партія здобула 61 місце в Національній асамблеї.